# 第114战术航空旅
第114战术航空旅（烏克蘭語：114-та бригада тактичної авіації）是乌克兰空军下的一个旅，並且隸屬於西部空军司令部。該旅配有米格-29戰鬥機。該旅前身是蘇聯的第114战斗机航空团。1991年1月21日，第114战斗机航空团從米洛維采撤出。1992年1月19日，该团的人员正式向乌克兰政府宣誓效忠，並成為烏克蘭武裝部隊的一部分。 2002年12月2日，第114战斗机航空团与支援部队合并後重組成第114战术航空旅。